# Trèo cây Kashmir
Trèo cây Kashmir, tên khoa học Sitta cashmirensis, là một loài chim trong họ Sittidae. Chúng có mặt ở Afghanistan, Ấn Độ, Nepal và Pakistan.